# Concord (Californie)
Pour les articles homonymes, voir Concord.
Concord est une ville et une municipalité du comté de Contra Costa, située dans l'État de Californie, aux États-Unis. Au recensement de 2010 la ville avait une population totale de 122 067 habitants.

## Géographie
Concord est située à 47 km au nord-est de San Francisco et à 105 km au sud-est de Sacramento.

## Histoire
En 1869, Salvio Pacheco fonde Todos Santos qui est rebaptisé Concord peu de temps après. La ville est érigée en municipalité en 1905.

## Politique et administration
L'administration de la ville est de type gouvernement à gérance municipale. Le conseil comprend cinq membres, élus au suffrage universel pour quatre ans, qui alternent chaque année aux postes de maire et de maire adjoint. Edi Birsan est maire pour l’année 2018 et de nouveau en 2024. Un gérant municipal dirige l'ensemble des services.

## Transports
Concord possède un aéroport, Buchanan Field Airport (code AITA : CCR, code OACI : KCCR).

## Économie
La ville abrite plusieurs centres commerciaux, dont le Willows Shopping Center, qui a pour locomotives des enseignes Old Navy et REI.

## Démographie
| 1870 | 1880 | 1890 | 1900 | 1910 | 1920 |
| ---- | ---- | ---- | ---- | ---- | ---- |
| 400  | 399  | 373  | 586  | 703  | 912  |

| 1930  | 1940  | 1950  | 1960   | 1970   | 1980    |
| ----- | ----- | ----- | ------ | ------ | ------- |
| 1 125 | 1 373 | 6 953 | 36 208 | 85 164 | 103 251 |

| 1990    | 2000    | 2010    | 2020    | - | - |
| ------- | ------- | ------- | ------- | - | - |
| 111 348 | 121 780 | 122 067 | 125 410 | - | - |

## Personnalités de Concord

### Natives de la municipalité
- Dave Brubeck, pianiste de jazz.
- Tom Hanks, acteur.
- Julie Strain (1962-2021), actrice et mannequin américaine.
- Eva Marie, catcheuse professionnelle

### Autres personnalités
- Edi Birsan, auteur de jeux de société et maire de Concord.
- Natalie Coughlin, nageuse.

## Jumelage
- Kitakami (Japon) depuis 1974[5].

## Source
- (en) Cet article est partiellement ou en totalité issu de l’article de Wikipédia en anglais intitulé « Concord, California » (voir la liste des auteurs).